# Бромид бериллия
Броми́д бери́ллия (бро́мистый бери́ллий) — химическое соединение с формулой BeBr2. Относится к галогенидам. Очень гигроскопично и хорошо растворимо в воде, этиловом спирте и диэтиловом эфире. Высокотоксичен и канцерогенен, вдыхание пыли, содержащей оксид, соли, галогениды бериллия и металлический бериллий, вызывает бериллиоз.

## Получение и свойства
Бромид бериллия может быть получен взаимодействием металлического бериллия с бромом при температурах от 500 °C до 700 °C:
{\displaystyle {\mathsf {Be+Br_{2}\rightarrow BeBr_{2}}}}
Бромид бериллия также образуется при взаимодействии оксида бериллия с бромоводородом (как газообразным, так и с водным раствором):
{\displaystyle {\mathsf {BeO+2HBr\rightarrow BeBr_{2}+H_{2}O}}}

## Химические свойства
Бромид бериллия в атмосфере CO2 возгоняется без разложения. Это свойство можно использовать для его очистки.

## Применение
Бромид бериллия, в виде комплекса с диэтиловым эфиром [Be(С2Н5)2O)2]Br2, служит чрезвычайно активным катализатором для органических реакций бромирования.

## Токсичность
Бромид бериллия, как и все соли этого металла, является ядовитым.